# Alla Pavlova
Alla Pavlova (russisch Алла Евгеньевна Павлова, Transkription Alla Jewgenjewna Pawlowa, wiss. Transliteration Alla Evgen'evna Pavlova; * 13. Juli 1952 in Winnyzja, Ukrainische SSR, Sowjetunion) ist eine russische Komponistin ukrainischer Herkunft. Sie lebt in Brooklyn, New York City.

## Biografie

### Leben in der Sowjetunion
1961 zog Pavlovas Familie nach Moskau, wo sie am Gnessin-Institut bei Armen Shakhbagyan Musik studierte. Shakhbagyan, ein Komponist, der in den 1970ern zu Ansehen kam und eine besondere Beziehung zu den Schriften und Dichtungen Anna Andrejewna Achmatowas hatte, übte einen großen Einfluss auf die Produktionen Pavlovas bis in die 1990er Jahre aus.
Nach dem Abschluss ihrer Studien und Erlangung des akademischen Grads eines Masters, wechselte Pavlova 1983 nach Bulgarien an das Nationale Opern- und Ballett-Theater Sofia, wo sie bei der Vereinigung bulgarischer Komponisten arbeitete. 1986 kehrte sie in die Sowjetunion zurück und arbeitete bei der Kommission der russischen Musikgesellschaft, bevor sie 1990 in die USA ausreiste und sich in New York ihren Wohnsitz nahm.

### Leben in den USA

#### Kunstlieder und Kammermusik
Nach ihrer Ankunft in New York stellte Pavlova eine Kollektion von einfachen Liedern, inspiriert von den Märchen Hans Christian Andersens, zusammen, mit denen ihre Tochter Irene das Klavierspielen üben konnte. Während der ersten Hälfte der 1990er schrieb sie Kunstlieder und kleine Werke für Piano. 1994 komponierte Pavlova ihr erstes größeres Werk, die Symphony nº. 1 Farewell Russia, mit der sie ihre melancholischen Gefühle und ihren Schmerz wegen ihrer Flucht aus der Heimat zum Ausdruck brachte. Die Komposition ist einsätzig und für ein Ensemble für zwei Violinen, einem Cello, einem Piano, einer Flöte und einer Piccoloflöte geschrieben. Schon zwei Tage nach ihrer Uraufführung wurde die Sinfonie in Russland von Solisten des Moskauer Philharmonischen Orchesters auf Tonträger eingespielt.
Es dauerte vier weitere Jahre, bis Pavlova anlässlich des Todes ihres Lehrers Shakhbagyan  ihre nur knapp vier Minuten lange Elegy (1998) für Klavier und Streicher komponierte. Darauf folgte im selben Jahr ihre Symphony nº. 2 for the New Millennium, ihr bis dahin möglicherweise anspruchsvollstes Werk, das vor der Revision 2002 von Wladimir Iwanowitsch Fedossejew als Dirigent auf CD aufgenommen worden ist. Fedossejew nahm die Interessen Pavlovas in Russland gegen Widerstände wahr, die sich gegen Pavlova formiert hatten, und sorgte auch für die Vertonung ihrer Vierten Sinfonie.
Pavlova wandte sich auch wieder dem Komponieren von Kunstliedern zu und schuf u. a. Miss me... but let me go (1997). Später sah sie, wie es Cristóbal Halffter mit seinem Werk Adagio en forma de Rondó auch getan hatte, ihre Komposition im Kontext zu den Terroranschlägen vom 11. September 2001. Sie wohnte zu dieser Zeit nicht sehr weit vom Ground Zero entfernt und war wegen dieses Ereignisses aufs höchste schockiert. So widmete sie ihr Stück nachträglich den Opfern der Anschläge.
Pavlova ist Mitglied der New York Women Composers, Inc.

#### Orchesterwerke
2000 entstand ihre monumentale Symphony nº. 3, inspiriert vom Denkmal der Jeanne d’Arc in New York. Eine umgearbeitete Fassung dieses Werks, in der Besetzung erweitert durch eine Gitarre, kam erstmals 2004 zur Aufführung.
Pavlova arbeitete 2003 bis 2005 an ihrer ersten Ballettkomposition nach einem Text (1908) von Alexander Iwanowitsch Kuprin, der auf die biblische Erzählung von Sulamith zurückgreift. Eine Suite mit Auszügen aus dem Ballett wurde 2004 eingespielt. Andere Kompositionen Pavlovas sind ihre Fünfte Sinfonie von 2006, ihre Sechste Sinfonie von 2008 und die Thumbelina Ballet Suite von 2009, welche alle bei Naxos auf CD erschienen sind.

## Kompositionen
Pavlovas Kompositionen sind von den großen russischen Komponisten des 20. Jahrhunderts wie zum Beispiel Prokofiev, Shostakovich, Rachmaninov usw. inspiriert und gekennzeichnet von den Wurzeln ihrer Herkunft.
- "Lullaby for Irene" for piano, violin (or flute) and vibraphone (1972)
- Two Songs to Verses by Anna Andrejewna Achmatowa für Sopran und Piano (1974)
- "We Are the Love" to verses by Alla Pavlova for (mezzo-)soprano and piano quartet (1974)
- "The Dream" to verses by Anna Akhmatova for soprano and piano (1979)
- Impressions after Fairy-Tales by H. C. Andersen for piano (1990)
- Winter Morning to Verses by Alexander Pushkin for soprano, cello and flute (1993)
- Prelude for piano "For My Mother" (1994)
- "Summer Pictures for piano (1994)
- Symphony No. 1 "Farewell, Russia" for chamber orchestra (1994)
- The Old New York Nostalgia Suite for piano (1995)
- "Miss Me ... But Let Me Go" for violin, cello, two guitars and mezzo-soprano (1997)
- "I Loved You", masterpieces of Russian poetry for mezzo-soprano, violin and piano (1998)
- Elegy for piano and string orchestra (1998)
- Symphony No. 2 "For the New Millennium" (1998)
- The Old New York Nostalgia Suite for string orchestra, percussion, alto saxophone, tenor saxophone and trumpet (1998)
- Symphony No. 3 (2000)
- Symphony No. 4 (2002)
- Monolog for violin and string orchestra (2002)
- Suite from "Sulamith" (2003)
- "Sulamith", ballet (2003–2005)
- Symphony No. 5 (2006)
- Symphony No. 6 (2008)
- Suite from "Thumbelina" (2008–2009)
- Symphony No. 7 (2011)
- Symphony No. 8 (2011)
- Concertino for violin, piano and string orchestra (2012)
- "Night Music" for violin and strings (2014)
- Symphony No. 9 – Violin Concerto (2016)
- Symphony No. 10 (2017)
- Symphony No. 11 (2021)